# Группа 47
«Группа 47» (нем. Gruppe 47) — объединение немецкоязычных авторов, организованное немецким писателем Хансом Вернером Рихтером и активно действовавшее на протяжении двадцати лет (1947—1967). Наиболее известная литературная группа в странах немецкого языка за период после Второй Мировой войны. Прообразом создателям послужило испанское Поколение 98 года.

## История
Первые попытки объединить немецкоязычных писателей, противостоявших гитлеризму и ставящих целью осмысление опыта нацизма, Холокоста и Второй Мировой войны, были предприняты Альфредом Андершем, издававшим в 1946—1947 годах в Мюнхене ежемесячный журнал «Призыв» (нем. Der Ruf). Журнал был закрыт администрацией оккупационных сил США «за нигилизм», вместо него с сентября 1947 года начал выходить журнал «Скорпион», но вскоре и он прекратил деятельность из-за недостатка финансовых средств. Воля к объединению, тем не менее, сохранилась.

## Организация
Члены сообщества были ориентированы на представление и осмысление реально пережитого «здесь и сейчас», противостоя любой абстракции и идеализации прошлого, настоящего и будущего. Твердого членства в Группе не было. Приглашённые открытками члены собирались дважды в год для представления и обсуждения новых произведений (читались только неопубликованные сочинения). Вещи, получившие наибольшее признание, с 1950 года поощрялись премией (вначале премиальный фонд складывался из личных взносов участников, впоследствии к ним присоединились вклады нескольких радиостанций). Рихтер называл такую форму «приватной публичностью».

## Премии
В число премированных, среди других, вошли:
- 1950 — Гюнтер Айх
- 1951 — Генрих Бёлль
- 1952 — Ильзе Айхингер
- 1953 — Ингеборг Бахман
- 1955 — Мартин Вальзер
- 1958 — Гюнтер Грасс
- 1962 — Иоганнес Бобровский
- 1967 — Петер Биксель

## Окончание деятельности
Единство Группы было подорвано ростом протестных настроений в Европе, которые вылились в поколенческий разрыв и молодёжный бунт 1968 года: выявилось расхождение идеологических и политических позиций членов объединения. С 1967 года собрания Группы потеряли регулярность, в 1977 году было официально объявлено о прекращении её деятельности.

## Наиболее известные члены и авторы, участвовавшие в собраниях Группы
- Гюнтер Айх
- Ильзе Айхингер
- Альфред Андерш
- Ингеборг Бахман
- Юрген Беккер
- Генрих Бёлль
- Петер Биксель
- Иоганнес Бобровский
- Петер Вайс
- Мартин Вальзер
- Дитер Веллерсхоф
- Габриэле Воман
- Гюнтер Грасс
- Мило Дор
- Йоханнес Зиммель
- Вальтер Йенс
- Уве Йонсон
- Эрих Кестнер
- Вольфганг Кёппен
- Александр Клюге
- Карл Кролов
- Зигфрид Ленц
- Райнхард Леттау
- Яков Линд
- Марсель Райх-Раницкий
- Ханс Вернер Рихтер
- Эрих Фрид
- Хельмут Хайсенбюттель
- Петер Хандке
- Гюнтер Хербургер
- Вальтер Хёллерер
- Вольфганг Хильдесхаймер
- Пауль Целан
- Пауль Шаллюк
- Арно Шмидт
- Вольфдитрих Шнурре
- Ханс Магнус Энценсбергер